# Neleus (søn af Poseidon)
Neleus (oldgræsk: Νηλεύς, Nelēús) er ifølge den græske mytologi søn af Poseidon og Tyro foruden at være Pelias' tvillingebror.
Tyro var ganske vist gift med kong Kretheus af Iolkos, med hvem hun havde fået sønnerne Aison, Pheres og Amythaon . Alligevel elskede hun Oceaniden Enipeus, en flodgud. Derfor forsøgte hun at forføre ham, men Enipeus modstod hendes tilnærmelser. En dag viste Poseidon, der havde varme følelser for Tyro, sig for hende i Enipeus' skikkelse og snød sig til at gennemføre det, som Enipeus af anstændighed frastod fra. Af dette kom tvillingerne Neleus og Pelias.
Frygten for sin mands jalousi fik moderen til at forlade tvillingerne, men de blev fundet af en hestepasser og blev (ifølge en anden version) overladt til en stuepige. Som voksne genfandt brødrene deres mor. Pelias dræbte dog Tyros onde stedmor, Sidero, da hun uophørligt behandlede Tyro grimt. Eftersom mordet fandt sted på alteret i Heras tempel, hvortil hun havde søgt tilflugt, faldt gudernes moders evige raseri over Pelias.
I mellemtiden anstrengte den magtbegærlige Pelias sig for at skaffe sig herredømmet over hele Thessalien og sendte Neleus og Pheres i landflygtighed, mens han lokkede Aison til Iolkos huler.
Neleus tog til Messenien på det sydvestlige Peloponnes. Der bosatte han sig sammen med hans halvbror Amythaons sønner. Tyros fætter Aphareus lod ham formodentligt bygge byen Pylos i kystregionen. Efter sine sønners død udnævnte Aphareus sin nevø som efterfølger, så Neleus regerede som konge over hele Messenien. Med Chloris fik Neleus sønnerne Pero, Periklymenos, som var hans førstefødte, Alastor og Nestor .
Da Herakles senere bad Neleus, i hans egenskab af præstekonge, at rense ham for mordet på Iphitos, som var begået i vanvid, nægtede Neleus, fordi Iphitos' far var hans ven. Som hævn angreb Herakles senere Pylos og dræbte alle Neleus' sønner bortset fra Nestor. 
Ifølge Pausanias genoprettede Neleus sammen med Pelias de olympiske lege og døde i Korinth.

## referencer
1. ↑  Pseudo-Apollodor Bibliotheke 2,6,2

## litteratur
- Karl Tümpel: Neleus 1. In: Wilhelm Heinrich Roscher (Hrsg.): Ausführliches Lexikon der griechischen und römischen Mythologie. Band 3,1, Leipzig 1902, Sp. 104–111 (Digitalisat).
- Hans von Geisau: Neleus 1. In: Der Kleine Pauly (KlP). Band 4, Stuttgart 1972, Sp. 42 f.

## weblinks
- Neleus på maicar.com